# Tróleis do Porto

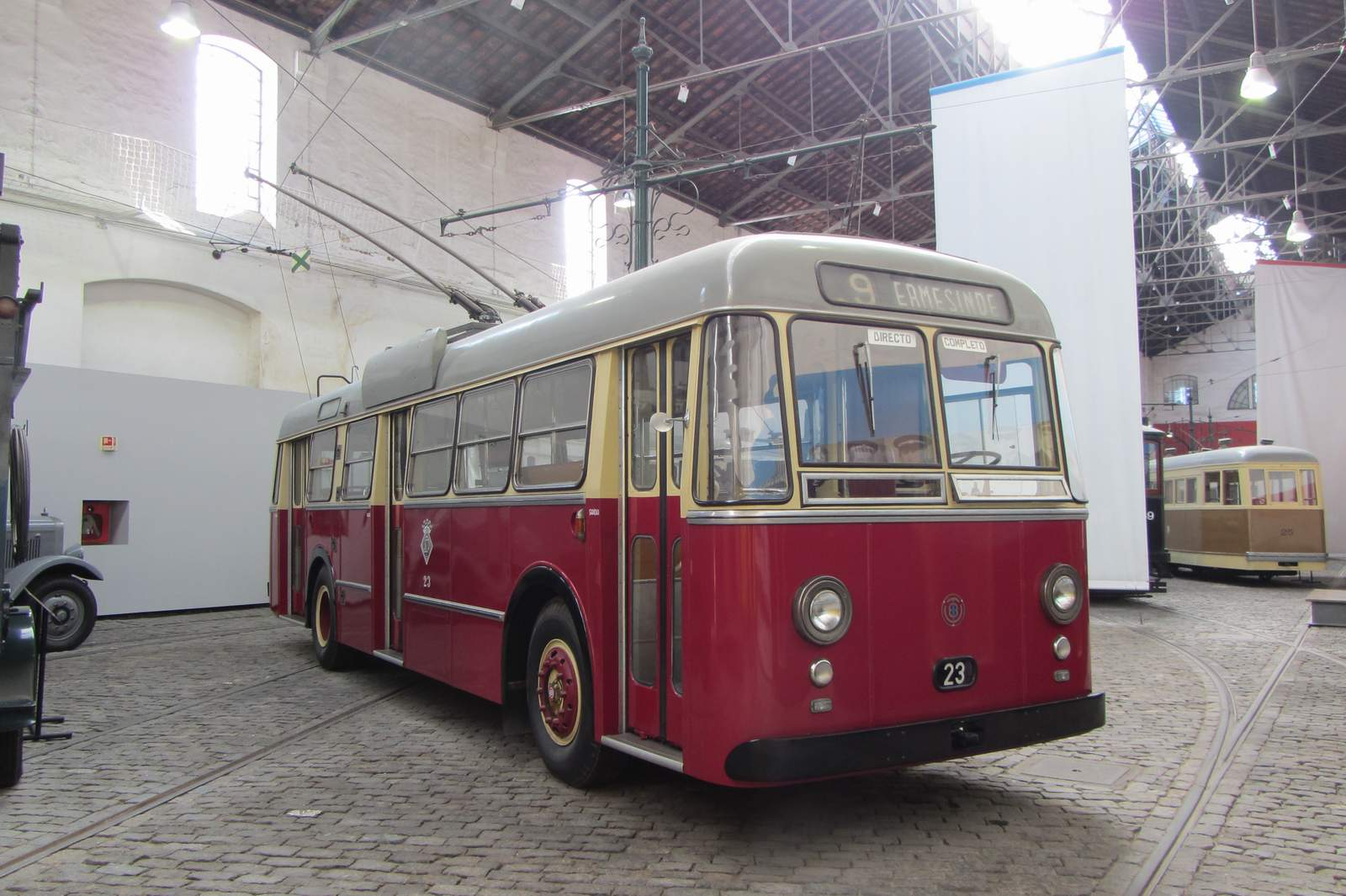
Troleicarro BUT N.º 23 no Museu do Carro Eléctrico.

Os troleicarros circularam na cidade do Porto, em Portugal, entre 1959 e 1997, operados pelos STCP, que também gerem autocarros e elétricos.
Foram introduzidos em Janeiro de 1959 com o objectivo de substituir os eléctricos do Porto, em circulação na cidade desde 1895. As primeiras linhas de eléctrico a serem reconvertidas foram as linhas para Vila Nova de Gaia, Campanhã e Lordelo do Ouro. A rede cresceu gradualmente nas direcções leste e nordeste da cidade do Porto, sendo criadas novas linhas em ruas aonde antes não chegavam os eléctricos. O apogeu da rede ocorreu nas décadas de 1970 e 80, chegando a rede a ter mais de 40 km de extensão e mais de 100 troleicarros ao serviço.

## História

### O aparecimento
Em meados da década de 1950, a Sociedade de Transportes Colectivos do Porto, operadora dos transportes públicos da cidade, defrontava-se com alguns problemas operacionais e de segurança uma vez que o sistema de alimentação de energia dos carros eléctricos que atravessam o rio Douro com destino a Vila Nova de Gaia pela ponte metálica de Ponte Luís I estaria alegadamente a provocar uma corrosão eletrolítica acelerada nos pilares da ponte, impondo-se a sua substituição por outro meio de transporte que não originasse tal efeito. Para além disso, a própria infraestrutura do sistema de carros eléctricos existente em Vila Nova de Gaia apresentava um evidente desgaste físico que impunha a sua substituição.
Atendendo à existência de várias infraestruturas de distribuição de energia elétrica para transporte público, nessa zona, optou-se por manter a tração elétrica, pelo que a solução foram os troleicarros, veículos que já circulavam com sucesso no país, em Coimbra, desde 1947.

### O desaparecimento

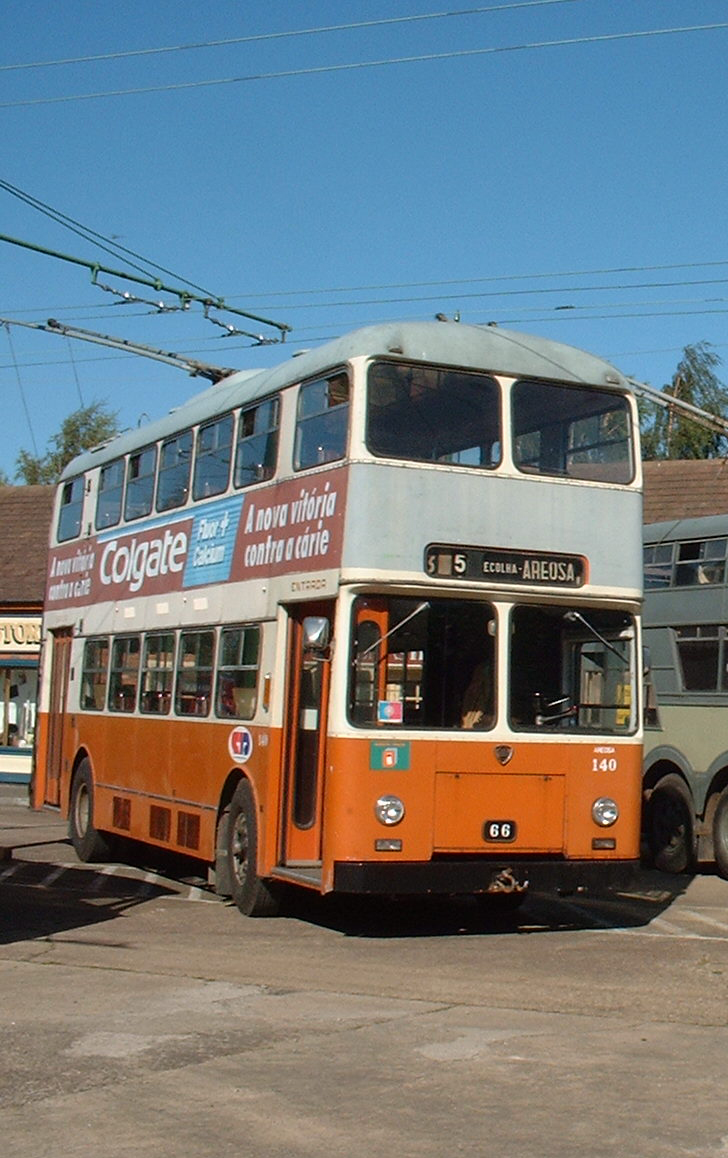
Trólei Lancia n.º 140 dos STCP, no Museu de Sandtoft

Embora aquando do seu aparecimento tenha tido um enorme sucesso, as dificuldades operacionais começaram a aparecer na década de 1990, devido ao elevado tráfego automóvel existente na cidade. A rede acabou por ser encerrada totalmente na noite de 27 de Dezembro de 1997.
Após mais de dois anos estacionados na Estação de Recolha da Areosa, no Porto, o seu tradicional e, nos últimos anos, exclusivo depósito, 23 dos 25 troleicarros Efacec foram vendidos. Esta venda sucedeu após diversas e goradas tentativas para diversos países e cidades. E, um facto incompreensível para todos os que se interessam por este meio de transporte, foi o completo desinteresse manifestado pelos SMTUC de Coimbra, o remanescente operador de troleicarros no País e, até agora, a única cidade onde circula(va)m troleicarros deste modelo: Apenas dois dos troleicarros do Porto circulam ainda hoje pelas ruas de Coimbra.
Felizmente ficaram preservados e em perfeito estado de funcionamento um exemplar de cada um dos modelos que circularam na cidade, para constituírem um futuro Museu do Troleicarro do Porto (à semelhança do Museu do Carro Eléctrico). Assim, poderão ser vistos o primeiro troleicarro do Porto, o BUT n.º 1, o BUT n.º 23 — um dos com 3 portas — o Lancia de um piso n.º 49, o Lancia de 2 pisos n.º 102, o Efacec simples n.º 64 e o Efacec articulado n.º 167.

### Recolhas de serviço
As recolhas de serviço para os troleicarros eram a Recolha da Carcereira, na zona da Boavista e a Recolha da Areosa, perto do Hospital de São João, na Circunvalação.

## A rede

### Linhas
As linhas da STCP que foram operadas por troleicarros foram: (os números da linhas correspondem à rede antes da passagem para os 3 dígitos)
- Linha 9 - Bolhão - Praça Marquês de Pombal - Rua Costa Cabral - Areosa - Águas Santas - Ermesinde (aberta em 17 de Novembro de 1968 para substituir a linha de eléctricos 9, foi posteriormente substituída por autocarros em Agosto de 1994)

- Linha 10 - Bolhão - Bonfim - São Roque - Venda Nova (Gondomar) (aberta em 10 de Setembro de 1967 para substituir a linha dos eléctricos 10)

- Linha 11 - Bolhão - Bonfim - São Roque - Santa Eulália - São Pedro da Cova (aberta em 10 de Setembro de 1967 como sucessor da linha de eléctricos 10/. Passou a ser operada por autocarros a 4 de Março de 1995)

- Linha 12 - Bolhão - Bonfim - São Roque - Santa Eulália - Gondomar (foi aberta a 10 de Setembro de 1967 para sucessor a linha de eléctricos 10//. Mais tarde foi também substituída por autocarros a 4 de Março de 1995)
- Linha 14 - Hospital S. João - Alto da Serra (via Circunvalação) (aberta durante a década de 90)

- Linha 29 - Bolhão - Praça Marquês de Pombal - Rua Costa Cabral - Areosa - Águas Santas - Travagem (aberta em 17 de Novembro de 1968. Parceiro da linha 9 com uma nova rota até à Travagem. Foi substituída por autocarros em Agosto de 1994)

- Linha 31A - Praça Almeida Garrett (São Bento) - Batalha - Ponte Luís I (tabuleiro superior) - Mafamude - Santo Ovídio - Soares dos Reis - Rua Cândido dos Reis - Ponte Luís I (tabuleiro inferior) - Infante - Praça Almeida Garrett (São Bento) (foi aberta em 3 de Maio de 1959 e encerrada em 17 de Abril de 1978)

- Linha 31B - Praça Almeida Garrett (São Bento) - Infante - Ponte Luís I (tabuleiro inferior) - Rua Cândido dos Reis - Soares dos Reis - Santo Ovídio - Mafamude - Ponte Luís I (tabuleiro superior) - Avenida D. Afonso Henriques - Praça Almeida Garrett (aberta em 3 de Maio de 1959 e encerrada em 17 de Abril de 1978)

- Linha 32 - Rua Gonçalo Cristóvão - Praça Almeida Garrett - Infante - Ponte Luís I (tabuleiro inferior) - Rua Cândido dos Reis - Soares dos Reis - Santo Ovídio (foi aberta a 17 de Abril de 1978. A 10 Julho de 1978 o termino do Porto foi alterado para a Rua Sá da Bandeira e a 24 Agosto de 1981 para a Rua 31 de Janeiro acabou por ser encerrada em Julho de 1993)

- Linha 33 - Praça Almeida Garrett - Batalha (no sentido oposto Avenida D. Afonso Henriques desde 17 Abril de 1978 direcção inversa) - Ponte Luís I (tabuleiro superior) - Devesas - Arco do Prado - Coimbrões (aberta em 1 de Janeiro de 1959 como substituta da linha de eléctricos 14) A 17 de Abril de 1978 foi prolongada da Praça Almeida Garrett para a Rua Gonçalo Cristóvão. E a 10 Julho de 1978 o término do Porto foi alterado para a Rua Sá da Bandeira e a 24 Agosto de 1981 para a Rua 31 de Janeiro acabou por ser encerrada em Julho de 1993)

- Linha 34 - Bolhão - Bonfim - Campanhã (aberta em 17 de Novembro de 1968 e encerrada em 13 de Dezembro 1976)

- Linha 35 - Lordelo - Palácio de Cristal - Carmo - Praça da Liberdade - Batalha - Biblioteca - Campanhã (aberta de Lordelo à Praça da Liberdade a 1 de Janeiro de 1959 como sucessor da linha de eléctricos 3 e foi prolongada até Campanhã a 4 de Março de 1960 como substituta da linha de eléctricos 12. Foi substituída por autocarros em 17 de Novembro de 1968 até 17 de Maio 1970, excepto nalguns serviços extra em horas de ponta sendo encerrada a 13 de Dezembro 1976)

- Linha 35A - Lordelo - Palácio de Cristal - Carmo - Praça da Liberdade - Batalha - Biblioteca - Campanhã - Bonfim (aberta em 11 de Junho de 1964 como reforço da linha 35 e para substituir a linha de eléctricos 11. Foi substituída por autocarros em 17 de Novembro de 1968)

- Linha 36 - Praça Almeida Garrett (São Bento) - Batalha (no sentido oposto da Avenida D. Afonso Henriques, desde 17 Abril de 1978 inverteu a direcção) - Ponte Luís I (tabuleiro superior) - Soares dos Reis - Santo Ovídio (aberta em 3 de Maio de 1959 como sucessor da linha de eléctricos 13) Foi prolongada, a 17 de Abril de 1978, da Praça Almeida Garrett para a Rua Gonçalo Cristóvão. E em 10 de Julho de 1978 o término no Porto mudou para Rua Sá da Bandeira e, a 24 de Agosto de 1981, para a Rua 31 de Janeiro. Encerrou em Julho de 1993)

- Linha 37 - Praça Almeida Garrett (São Bento) - Mafamude - Santo Ovídio (aberta em 3 de Maio de 1959, encerrada em 4 de Março de 1960)

- Linha 49 - Alfândega - Infante - Praça Almeida Garrett - Bolhão - Praça Marquês de Pombal - Rua Costa Cabral - Areosa - Hospital São João (aberta em 1986. A última parte entre o Bolhão e o Hospital de São João, foi a última linha de troleicarros e foi substituída por autocarros em 27 de Dezembro de 1997)

### Material circulante

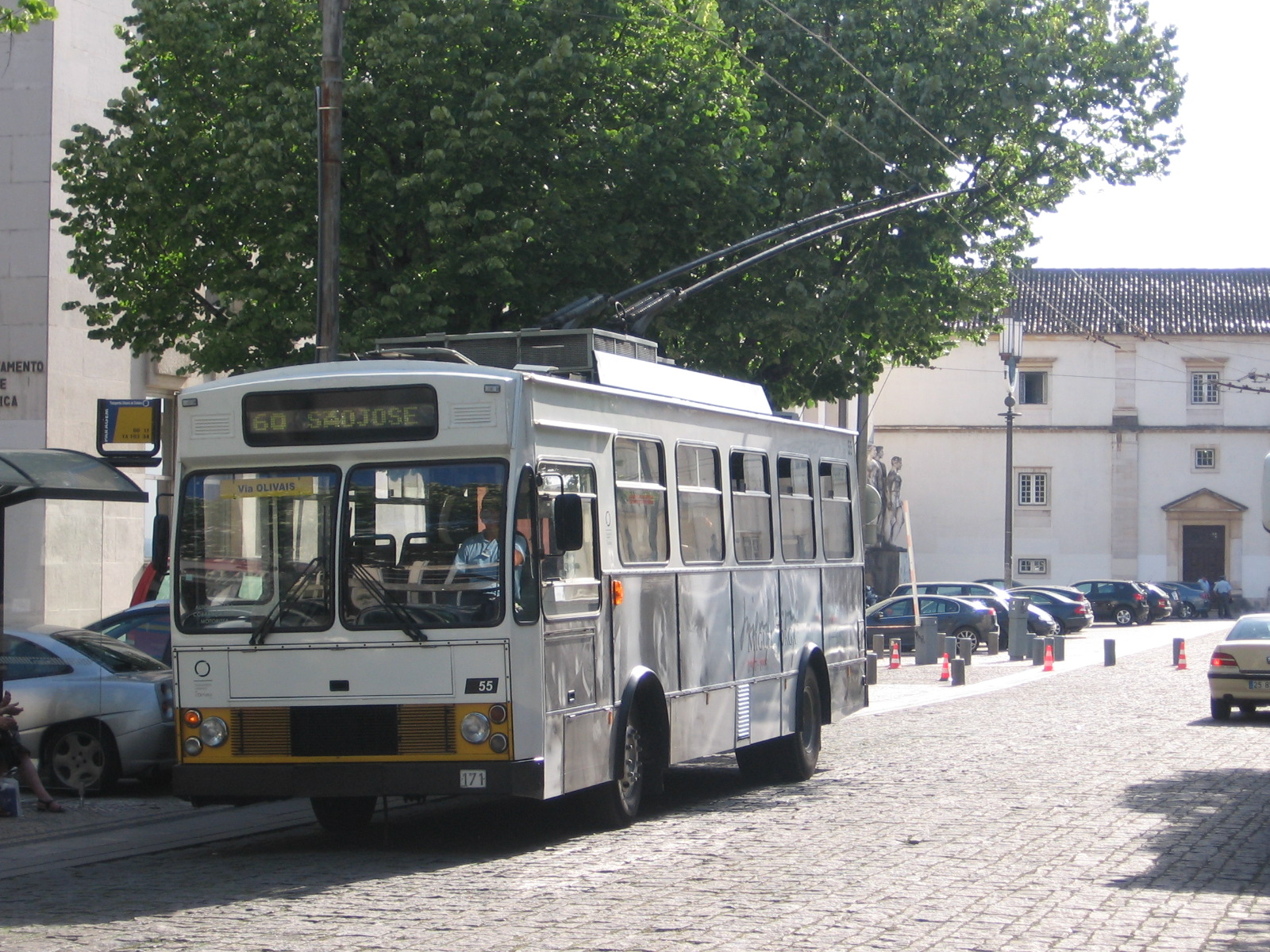
Trólei Efacec em Coimbra, igual ao que circulou na cidade do Porto.

BUT (séries 1-20 e 21-26) - 26 veículos
O serviço de troleicarros em 1959 começou a ser operado por 20 BUTs e tinha 32 lugares sentados. Este modelo era na época apelidado de “pantufas”.
Em 1963 a STCP procedeu à compra de mais 6 veículos do mesmo tipo, estes já com três portas em vez de duas e os lugares sentados foram reduzidos de 32 para 20.
Lancia (Série 27-51) - 24 veículos
Em 1967 a frota de troleicarros foi de novo aumentada com a chegada de 25 Lancias com 29 lugares sentados. Estes eram apelidados de “italianos”.
Lancia dois pisos (Série 101-150) - 49 veículos
Foram comprados à Lancia em 1967, 50 troleicarros com dois pisos. Tinham 68 lugares sentados e eram tripulados por dois funcionários. Em 1990 foram convertidos para a operação com agente único e em 1995 foram retirados de circulação.
Efacec (Série 61-75) e Efacec Articulado (Série 151-160) - 15 + 10 veículos
Esta foi a última série de troleicarros a ser comprada. Era constituída por 15 veículos de dois eixos (série 60-74), adquiridos em 1984, e 10 articulados (série 151-160), em 1986. Ambos os tipos foram entregues pela Salvador Caetano. Tinham um motor diesel auxiliar. Os últimos destes Efacec foram retirados do serviço com a reconversão da linha 49 para autocarros. Após três anos de armazenagem, na recolha da Areosa, em 2000 foram todos, exceptuando um de cada tipo, vendidos à cidade de Almaty, no Cazaquistão.
Apesar dos últimos veículos terem sido comprados em 1986, os troleicarros desapareceram rapidamente das ruas pouco depois dessa data. A última linha foi convertida para autocarros em Dezembro de 1997. Seis troleicarros, um de cada tipo, estão em armazém para um futuro museu.